# Dries van Agt
Andreas Antonius Maria „Dries” van Agt (ur. 2 lutego 1931 w Geldrop, zm. 5 lutego 2024 w Nijmegen) – holenderski polityk, prawnik, dyplomata i nauczyciel akademicki, działacz Katolickiej Partii Ludowej (KVP) i Apelu Chrześcijańsko-Demokratycznego (CDA), parlamentarzysta, wicepremier i minister, w latach 1977–1982 premier Holandii.

## Życiorys
W 1949 ukończył szkołę średnią w Eindhoven, a w 1955 studia prawnicze na Katolickim Uniwersytecie w Nijmegen. Praktykował w prywatnej kancelarii prawniczej, po czym w 1958 przeszedł do administracji rządowej. Do 1968 był urzędnikiem w resortach rolnictwa i sprawiedliwości, w 1968 został wykładowcą w katedrze prawa publicznego macierzystej uczelni.
Był aktywistą Katolickiej Partii Ludowej. Od lipca 1971 do września 1977 sprawował urząd ministra sprawiedliwości, od maja 1973 pełnił jednocześnie funkcję wicepremiera, a od kwietnia do maja 1973 czasowo wykonywał obowiązki ministra kultury. W międzyczasie w 1973 zasiadł w Tweede Kamer. Do niższej izby Stanów Generalnych uzyskiwał reelekcję w wyborach w 1977, 1981 i 1982. W październiku 1976 został liderem federacyjnego Apelu Chrześcijańsko-Demokratycznego, który w 1980 przekształcił się w jednolitą partię.
W grudniu 1977 Dries van Agt objął urząd premiera, który sprawował do listopada 1982. Kierował w tym czasie trzema kolejnymi holenderskimi gabinetami. Od maja 1982 jednocześnie pełnił funkcję ministra spraw zagranicznych. Zrezygnował po wyborach z 1982, ustępując również w październiku tegoż roku ze stanowiska lidera CDA.
W latach 1983–1987 był komisarzem królowej w prowincji Brabancja Północna. Później związał się z dyplomacją Wspólnoty Europejskiej. Był jej ambasadorem w Tokio (1987–1989) i Waszyngtonie (1989–1995). Został również członkiem InterAction Council, organizacji zrzeszającej byłe głowy państw i szefów rządów. Od połowy lat 90. gościnnie wykładał na uniwersytetach w Japonii. W 2009 objął funkcję prezesa fundacji The Rights Forum.
Odznaczony Krzyżem Wielkim Orderu Oranje-Nassau (1982) oraz Medalem za Przedsiębiorczość i Talent Orderu Domowego Orańskiego (1974). Otrzymał doktoraty honoris causa kilku uczelni z Japonii, Korei Południowej i Stanów Zjednoczonych.

## Życie prywatne
Od 1958 jego żoną była Eugenie van Agt-Krekelberg, z którą miał trójkę dzieci.
W 2019 doznał wylewu krwi do mózgu. 5 lutego 2024 wraz z żoną poddał się eutanazji.